# Bruno Möhring

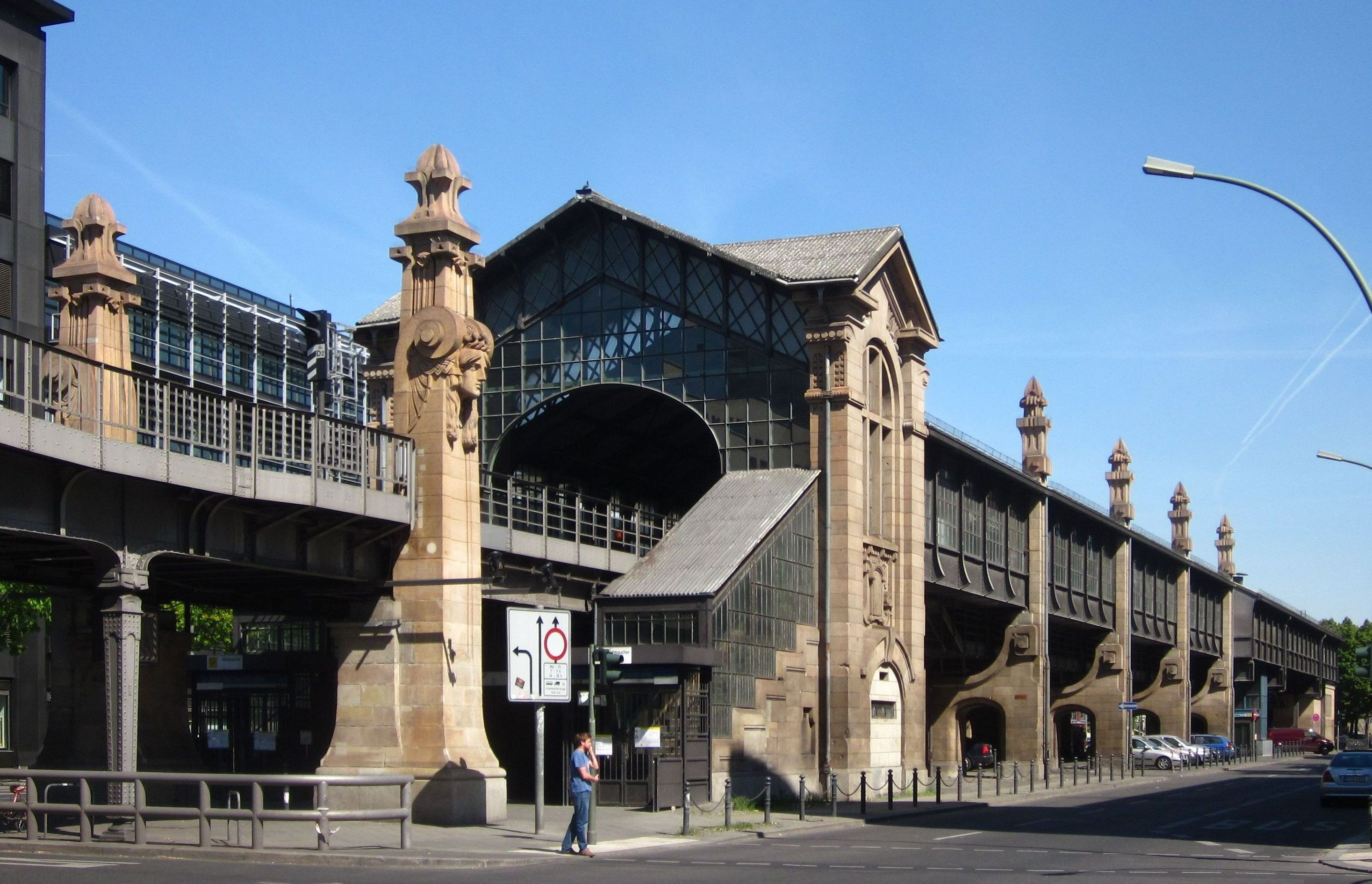
Tunnelbanestationen Bülowstrasse, Berlin

Bruno Möhring, född 11 december 1863 i Königsberg, Ostpreussen, Tyskland (nuvarande Kaliningrad), död 25 mars 1929 i Berlin, var en tysk arkitekt, designer och stadsplanerare.
Möhring tillhörde de ledande arkitekterna inom jugendstilen i Tyskland.
Möhring utmärkte sig särskilt för sina arkitektoniska ingenjörsarbeten. Efter grundliga studier av äldre tysk byggnadskonst utförde han bl.a. stenbron vid Traben, som kännetecknas av sin nästan medeltida tyngd. Med tillämpning av tidsenliga arbetsmetoder strävade han framgångsrikt efter att ge konstnärlig form åt järnbyggnader, och i samarbete med järnverket Gutehoffnungshütte konstruerade han den med första pris belönade Bonnbron, vilken betecknades som Tysklands första konstnärliga järnbro. Liknande arbeten är Moselbron vid Trarbach, Swinemündebron, viadukter och stationer för Berlins tunnelbanas högbanedel i Berlin m.fl. städer samt för Wuppertals hängbana (Schwebebahn). Han utförde även den konstnärliga utsmyckningen av Weserbron i Bremen (1893). 
Han lämnade ritningar till utställningsbyggnader för världsutställningarna i Paris 1900, Saint Louis 1904 och Buenos Aires 1910, byggde en mängd privathus och visade sin talang även inom stadsbyggnadskonsten (1907 erhöll han första pris för ett tävlingsförslag till omgestaltning av Pariser Platz i Berlin); en av hans monumentalanläggningar var Bismarckwarte vid Brandenburg an der Havel. På 1890-talet deltog han i inredningen av Berlins slott och ägnade sig med intresse åt möbel-, rums- och kyrkogårdskonsten samt annan småkonst. I synnerhet gjorde han sig känd som färgkomponist i olika material. För sina förtjänster tilldelades han professors titel.